# 키르 (음식)
키르(힌디어: खीर)는 쌀, 밀, 카사바 녹말 등에 설탕과 우유를 넣어 만드는 남아시아의 단 음식이다. 우유 대신 물소젖 등을 쓰기도 하며, 아몬드밀크나 코코넛밀크 등을 쓰기도 한다. 카다멈, 사프란 등 향신료와 캐슈, 피스타치오, 아몬드 등 견과류, 건포도 등을 넣어 만들며, 차거나 따뜻하게 먹는다.

## 이름
키르(구자라트어: ખીર, 네팔어: खिर, 마라티어·마이틸리어·힌디어: खीर, 우르두어·신드어: کھیر 펀자브어: ਖੀਰ), 키리(오리야어: ଖିରି) 등의 이름은 "젖"을 뜻하는 산스크리트어 "크시라(क्षीर)"에서, 파야사(칸나다어: ಪಾಯಸ), 파야삼(말라얄람어: പായസം, 타밀어: பாயசம், 텔루구어: పాయసం), 파예시(벵골어: পায়েস) 등의 이름은 "젖"을 뜻하는 산스크리트어 "파야사(पायस)"에서 파생했다.

## 사진 갤러리

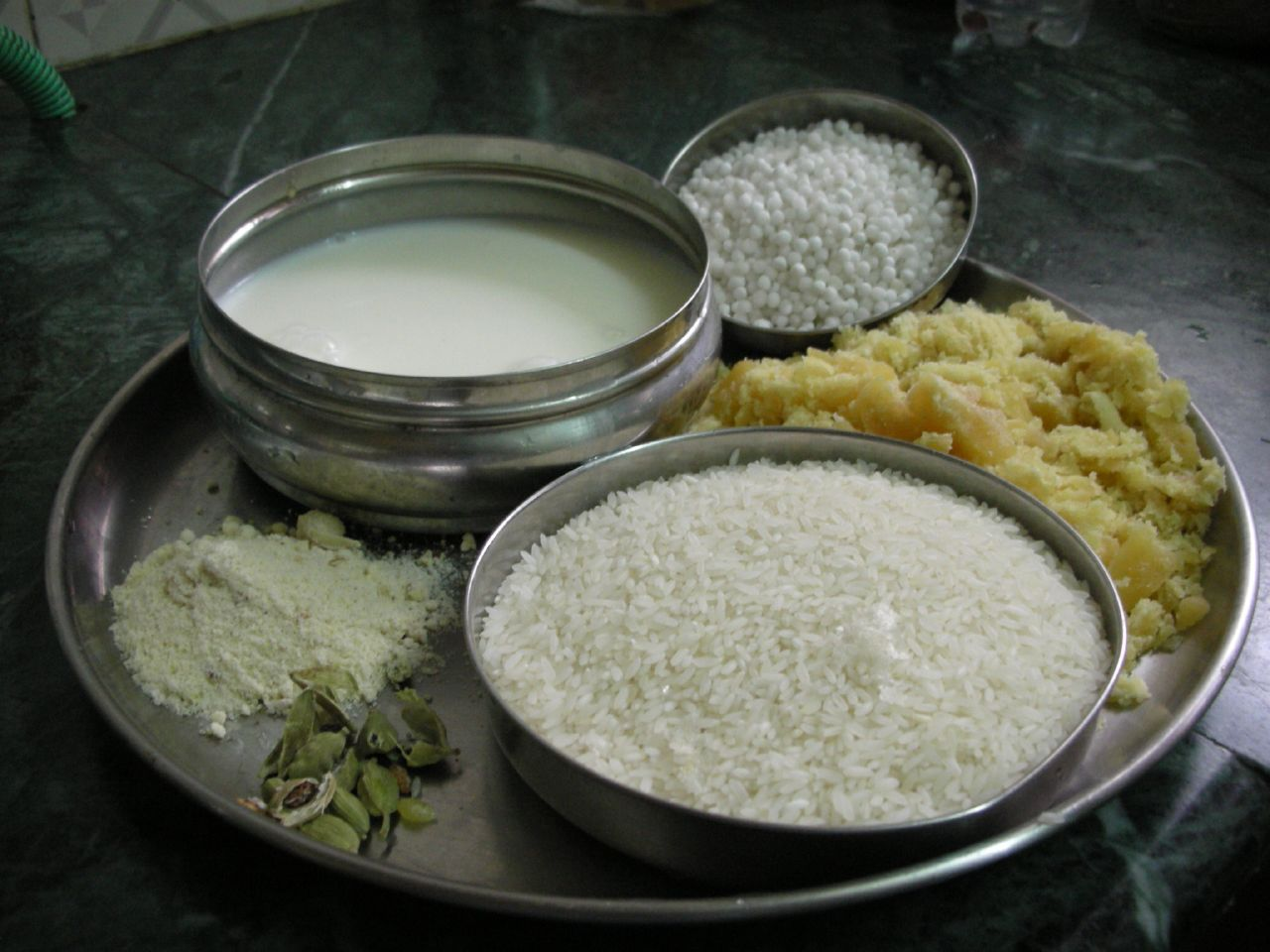
키르 재료
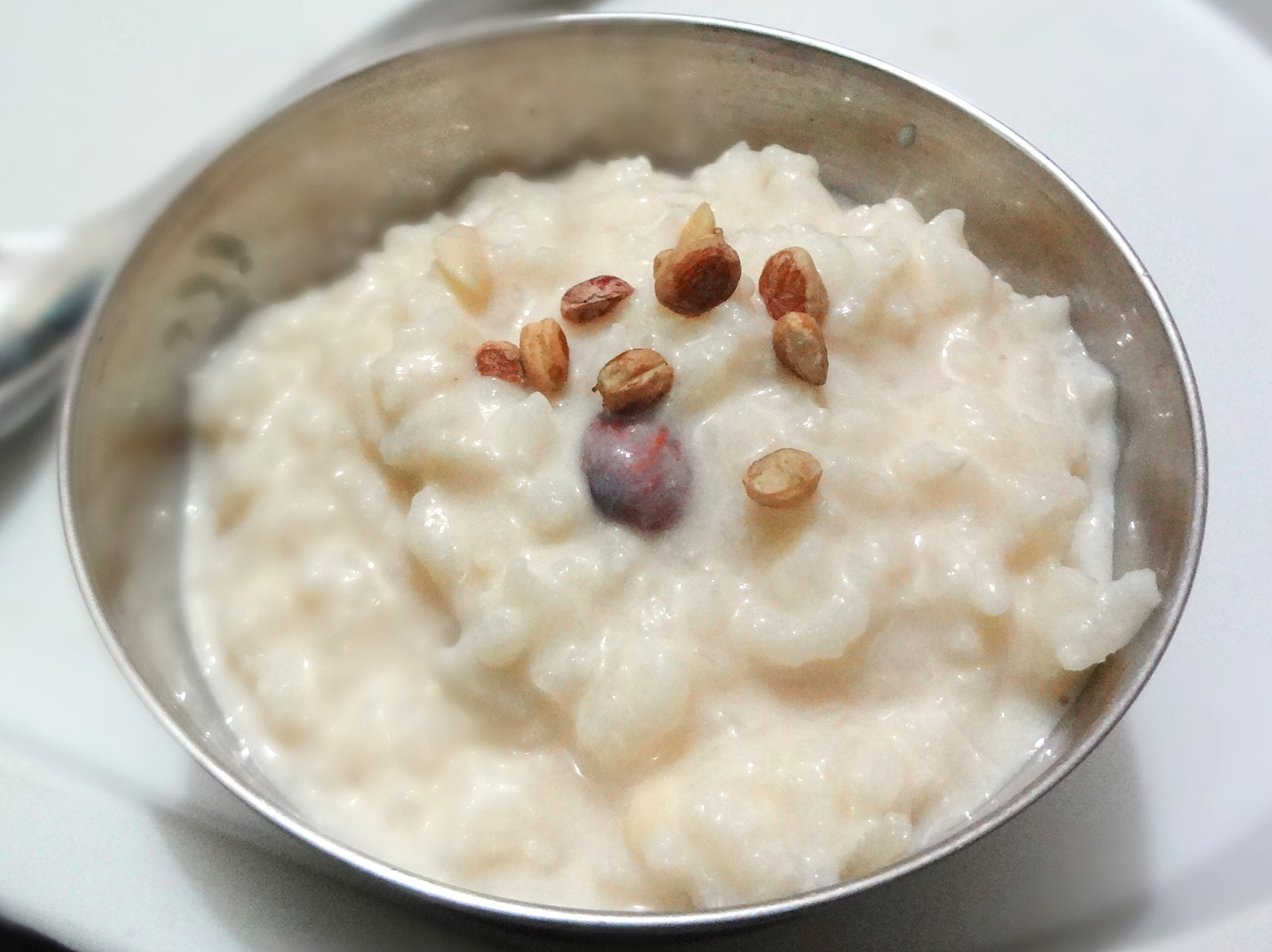
쌀 키르
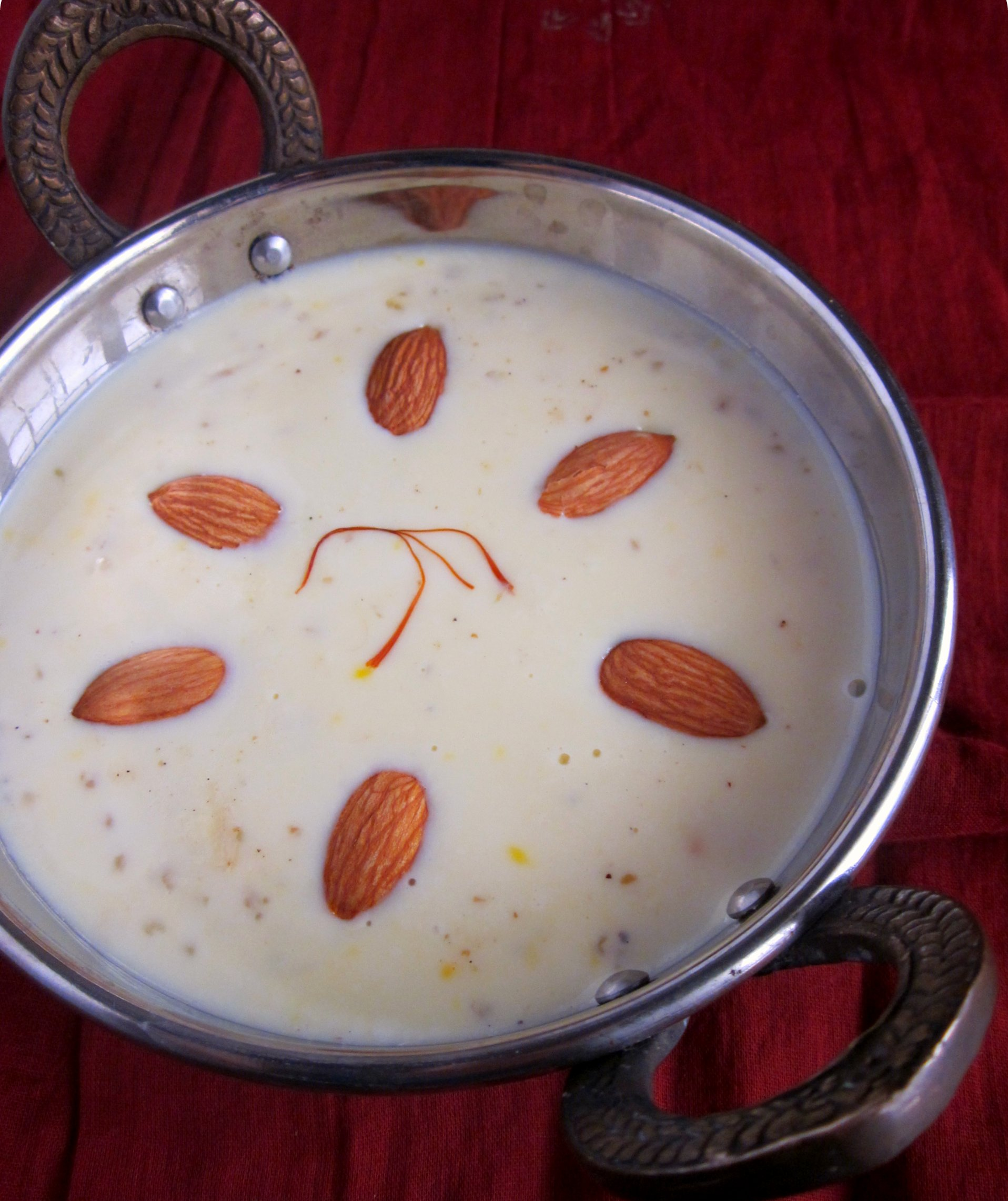
밀 키르

## 같이 보기
- 라이스 푸딩
- 카오 니아오 마무앙